# Rutikvere
Rutikvere is een plaats in de Estlandse gemeente Järva, provincie Järvamaa. De plaats heeft de status van dorp (Estisch: küla).
Rutikvere behoorde tot in oktober 2017 tot de gemeente Koigi. In die maand ging Koigi op in de fusiegemeente Järva.

## Bevolking
Het dorp had 27 inwoners op 31 december 2011 en 18 inwoners op 31 december 2021.